# Hriňová
Hriňová (alemão: Hrinau) é uma cidade da Eslováquia, situada no distrito de Detva, na região de Banská Bystrica. Tem 126,49 km² de área e sua população em 2018 foi estimada em 7.484 habitantes.

## Demografia
| Ano:        | 1994 | 2004   | 2014   | 2024   |
| ----------- | ---- | ------ | ------ | ------ |
| Broj ljudi: | 8574 | 8096   | 7654   | 6931   |
| Razlika:    |      | -5,57% | -5,45% | -9,44% |

| Ano:               | 2023 | 2024   |
| ------------------ | ---- | ------ |
| Número de pessoas: | 7023 | 6931   |
| Diferença:         |      | -1,30% |